# کوه صفه

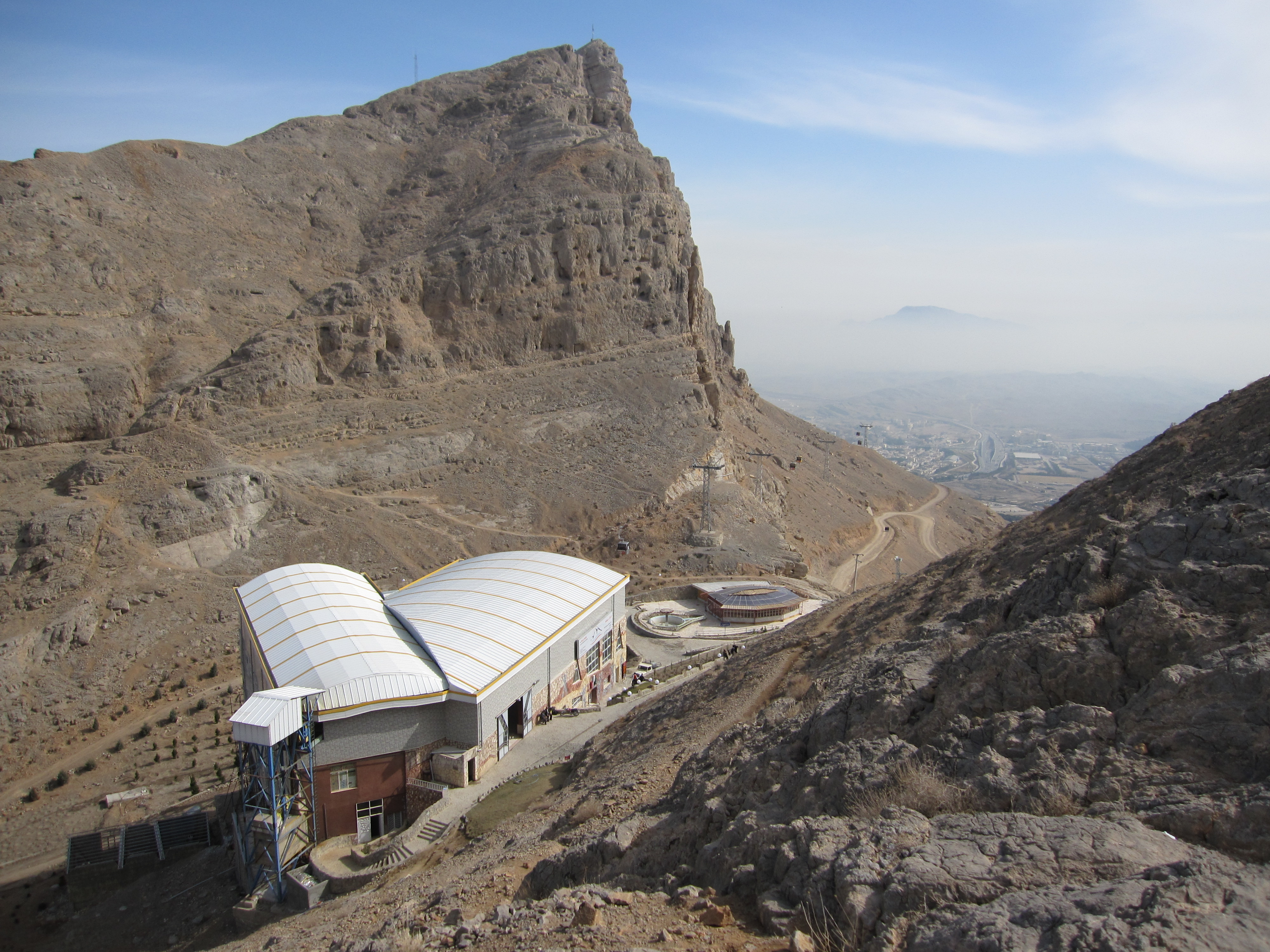
تله‌کابین صفه

کوه صفه معروف به بام اصفهان، نام کوهی است از سلسله کوه‌های زاگرس در پایانه جنوب جغرافیایی اصفهان که از شمال به جاده کمربندی، از غرب به کوه‌های تخت رستم و دره خان، از شرق به شهرک‌ها و مجتمع‌های مسکونی و از جنوب به اراضی باز ، شاه کوه وخط آهن محدود می‌گردد.

## نام‌شناسی
کوه صفه از محل چشمه خاچیک که سنگِ کوه از خاک جدا گشته و دامنهٔ کوه می‌باشد، آغاز می‌گردد و در انتها به فضای سنگیِ صاف و صُفِه مانندی ختم می‌گردد و کوه نیز از همین روی صُفِه نامیده شده‌است.صُفّه ؛ فضای مسطح که بالاتر از سطوح دیگر میباشد  . با توجه به مکان قرار گیری قلعه ساسانی در فضای مسطح و ایوان گونه کوه و اشراف آن به دشت اصفهان  این نامگذاری اشاره به کوه ایوان دار یا کوه صفه میباشد . عربی بودن نام کوه (رجوع شود به اصحاب صُفّه ) این احتمال را ایجاد می‌کند   که نام کوه قبل از حمله اعراب و تسلط بر اصفهان نامی به کلی متفاوت یا نامی با تشابه معنای پارسی  به صفه بوده است .
در میان این همه زیبایی کوه صفه اصفهان، مسیرهایی خطرناک و پرچالش وجود دارد که گاهی نیاز به حمایت و پشتیبانی با طناب دارد و گاهی هم نیاز به کار تیمی و حمایت حرفه‌ای دارد و ازآنجایی که برخی از گردشگران اطلاعی از این وضعیت ندراند، قدم به بیراهه می‌گذارند و فراموش می‌کنند که صعود به قله امری اختیاری است و فرود از آن اجباری می باشد.
توماس هربرت در سال ۱۶۲۶میلادی در سفری به آسیا و آفریقا از جنوب وارد ایران شده و مشاهدات اش را با تفسیر از مناطق و شهرهایی مانند شیراز ٫ تخت جمشید٫ اصفهان و شمال ایران (دیدار با شاه عباس) در سفرنامه ای به نام توصیف پادشاهی ایران (Discription of Persian Monarchy) در سال ۱۶۳۴ میلادی در لندن به چاپ رسانده است. در صفحه ۸۸ این کتاب درباره دو کوه اطراف شهر اصفهان توضیحاتی داده است .  
توصیف کوه اول: در خارج از شهر در دشت و سیعی کوهی برافراشته که ایرانیان آنرا داروو (Darow) می نامند که ظاهرا مکانی بوده که داریوش (پسر خشایارشا) (به تقلید از پدرش خشایارشا) که بر سپاهیان اش گریه کرده است که بعدا از بین خواهند رفت.  در توصیف کوه دوم اسم تخت رستم (Rustans Tombe) را آورده است.  با توجه به نزدیکی کوه صفه و تخت رستم توضیح توماس هربرت درباره کوه اول ظاهرا درباره کوه صفه است. 
توماس هربرت بعدا در سال  ۱۶۷۷ میلادی در چاپ دوم کتاب توضیحات و تقسیرهای تاریخی بسیاری به کتاب اضافه کرده است  به نام چند سال مسافرت در آفریقا٬ایران و آسیای بزرگ (Travels in Africa, Persia and Asia the Great) منتشر کرده است.

این کتاب همراه با ویرایش جان آنتونی باتلر (John Anthony Butler) در سال ۲۰۱۲ میلادی بازنشر شده است. در اين چاپ توماس هربرت در صفحه ۱۶۶ یا در صفحه ۳۷۸ کتاب ویراستاری شده نام کوه را داریوش (Darius) ذکر می کند و توضیحی می دهد که شاید خشایارشا باید نامیده شود (چون کوهی است که خشایارشا بر سپاهش گریه کرده است). وی توضیح می دهد که علت گریه خشایارشا خوابی بوده است که از دست رفتن سپاهیانش را دیده بوده و این  خواب و از دست رفتن تعداد زیادی از سپاهیانش بعدا در نبرد سالامیس و نبرد ترموپیل به حقیقت می پیوندد.      
کوه صفه برای گردشگران یک مقصد طبیعی تفرج می باشد و برای کوهنوردان، مقصد ورزشی و ماجراجویی خاص می باشد.این دو وجه از شخصیت صفه درهم‌تنیده است و گاهی تراژدی‌هایی را هم رقم‌زده است. کوه صفه خلوتگاه افرادی است که دلشان که می‌رنجد دل‌تنگ و دل‌سرد، قدم در کوهی می‌گذارند که اغلب مهربانانه آنان را بر بلندایش می‌نشاند.

## پوشش گیاهی و جانوری

### فضای سبز
کوه صفه دارای عرصه‌ای به مساحت ۱۰۰ هکتار فضای سبز می‌باشد.

### پوششِ جانوری
پارکِ کوهستانیِ صفه، زیستگاهِ جانورانی همچون خدنگ، روباه، شغال، خرگوش، انواع پرندگان خانواده گنجشک سانان، زاغ نوک سرخ، دوپاها، مار، عقرب، جوجه تیغی، کبک، تیهو، بزمجه و.. می‌باشد که کاملاً برای انسان بی‌ضرر بوده و معمولاً خود را از مسیرهای گذرِ کوهنوردان، دور نگه می‌دارند. در صورتِ دیدنِ چنین جانورانی در کوه، بی حرکت شده و اجازه دهید بدونِ آسیب دیدن از سرِ راهِ شما کنار بروند.

### گیاهان خودرو
انواعِ گیاهان خودرو و فصلی در صفه می‌روید. از میانِ درختچه‌ها می‌توان به انجیر وحشی و بادام وحشی اشاره کرد که با تراکمِ اندک در گوشه و کنارِ کوه و بر روی و میانِ صخره‌ها روییده‌اند.

### پوشش سازیِ شهرداری
شهرداریِ اصفهان بجهتِ سرسبز نمودنِ پارک به کاشت و نگهداریِ انواعِ گلهای فصلی، کاشتِ چمن و درختان و درختچه‌های دائمی در پارک اقدام کرده‌است و چند سالی است که فضای سبز دامنه این کوه را گسترش داده‌است. از اوایل دهه هشتاد خورشیدی این فضای سبز با کاشت گیاهان غیربومی و گسترش افراطی آن در شیب‌های تند و ریزشی که بستر سنگی دارند، همراه بوده‌است.

## آثار باستانی (میراث فرهنگی) کوه صفه: «قلعه شاه دز»

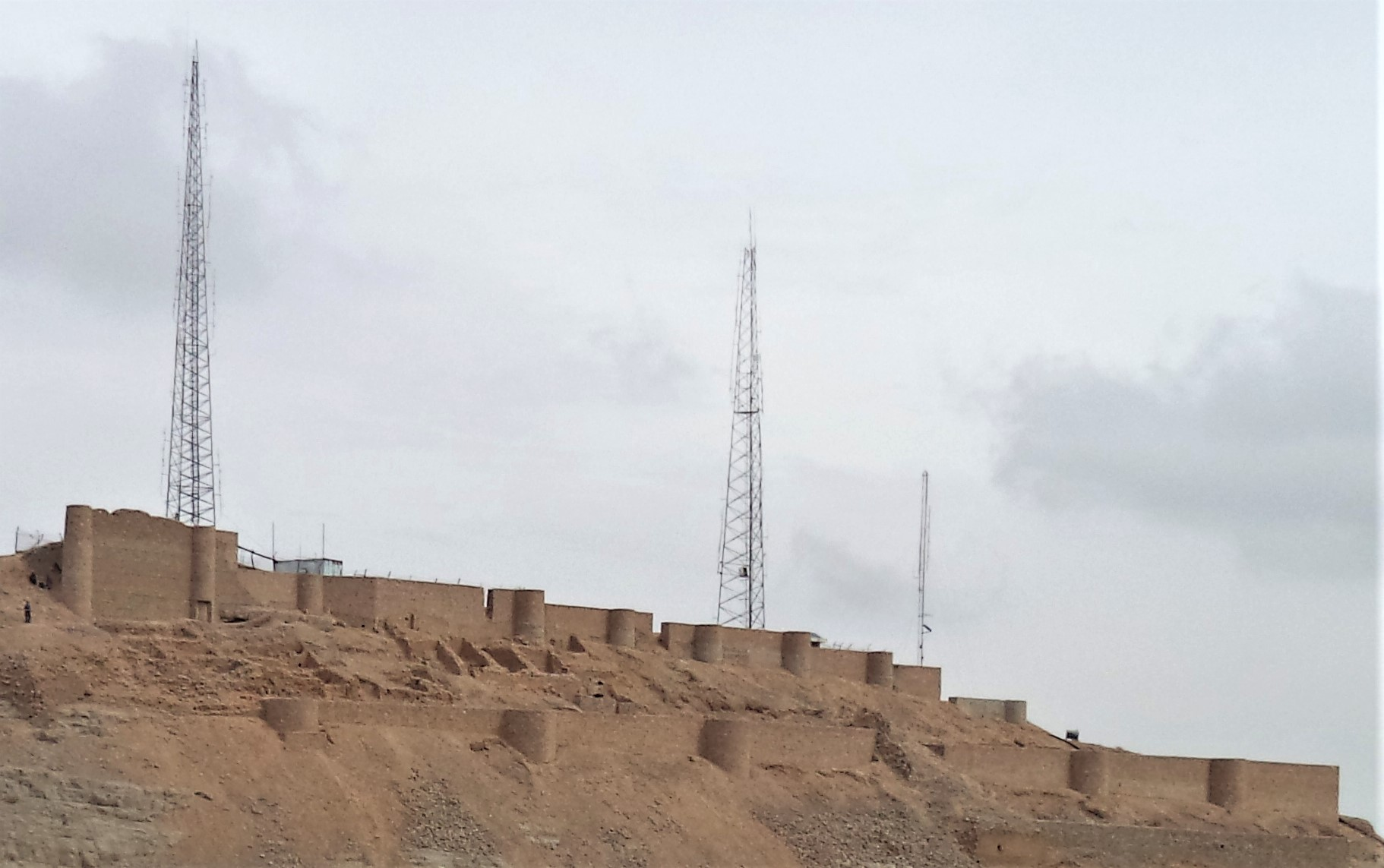
قلعه شاهدژ

قلعه شاه دز که به قلعه دیو نیز معروف است، در بلندای کوه صفه در جنوب اصفهان و پایین تر از قله این کوه جای دارد.
قلعه شاه دز در سال ۱۳۸۴ خورشیدی در فهرست آثار ملی ایران ثبت شد، ولی شوربختانه، عدم تعیین عرصه و حریم برای آن، زمینه یورش ساخت و سازهای گوناگون و تجاوز به این اثر تاریخی را فراهم کرد. این ساخت و سازها توسط شهرداری اصفهان و همزمان با پروژه‌های جنجالی در شهر اصفهان از جمله برج جهان‌نما و مترو بود، که اعتراض فراوان دوست‌داران میراث فرهنگی اصفهان را به همراه داشت. از جمله آسیب های وارد آمده بر قلعه شاه دز، احداث دکل های مخابراتی متعدد در قلب این اثر تاریخی است.

## گردشگری
کوه صفه یکی از محبوب‌ترین جاذبه‌های گردشگری اصفهان است و صبح روزهای جمعه میزبان خیل عظیمی از دوستداران طبیعت و مخصوصاً جوانان می‌باشد. همچنین منظره شهر اصفهان از دامنه و بالای این کوه بسیار دیدنی است. تنگهٔ گردنه باد نیز از جاذبه‌های طبیعی این منطقه است. سالنِ بولینگ با مساحتِ حدود ۱۰۰۰ متر مربع، باغ وحش، شهربازی و غارها و چشمه‌های مختلف زینتگر این کوه می‌باشد.
در کمرگاه این کوه چشمه‌ای وجود دارد که خاچیک نامیده می‌شود. گفته می‌شود که خاچیک نام فردی ارمنی است که پیش از انقلاب ۱۳۵۷ در نزدیک چشمه در دامنه کوه دکه‌ای داشته‌است و مواد خوراکی و غیره به کوهنوردان می‌فروخته‌است.

### تله کابین صفه
تله کابین صفه از جاذبه‌های گردشگریِ پارکِ صفه و در دو خط می‌باشد. ایستگاهِ اولِ آن در پارکینگِ تله کابین قرار دارد و مسافران را تا ایستگاهِ گردنه باد بالا می‌برد. از آنجا که طبق مصوبات طرح تفصیلی در سال ۱۳۷۲ و ۱۳۹۰ هرگونه ساخت و ساز در پهنهٔ کوه صفه ممنوع بوده‌است، پروژه تله کابین تخلق از مصوبات شهرسازی بحساب می‌آید. در پاییز سال ۱۳۹۳ همزمان با ادامه فاز دوم، چند پایه تله کابین موجب تخریب بقایای دیوار شاهدژ شد و خبر آن بسرعت در رسانه‌ها انتشار یافت.

### آبشار مصنوعی
برای زیباسازیِ بیشترِ فضای پارک، یک آبشار مصنوعی در دلِ کوه جاسازی شده‌است. آبِ بیرون ریخته شده از آن پس از طیِ حدودِ یکصد متر در حوضچه‌ای جمع‌آوری می‌شود و پس از آن نیز برای آبیاریِ محیطِ پارک استفاده می‌شود.

### سالن بولینگ
سالنِ بولینگ با مساحتِ حدود ۱۰۰۰ متر مربع در ۱۰ خط برای استفادهٔ شهرواندان آماده شده‌است. این سالن در طبقهٔ زیرینِ ایستگاهِ تله کابین قرار دارد.

### باغ وحش
باغ وحش صفه با نگهداری از چندین حیوان برای بازدیدِ مردم به‌صورتِ روزانه به فعالیت مشغول است.

## کوهنوردی در صفه
یکی از ویژگیهای مهم کوهستان صفه وجود صخره‌های بزرگ و بلند در نقاط مختلف آن است که از نظر کوهنوردی تخصصی و آموزش سنگ نوردی، امکان بسیار خوبی برای گسترش ورزش کوهنوردی در منطقه اصفهان به وجود آورده‌است. در سال‌های اخیر با تبدیل کافه خاچیک به پناهگاه و پایگاه کوهنوردی و اصلاح مسیرهای دشوار، خدمات مربوط به فعالیت‌های کوهنوردی بهبود نسبی پیدا کرده‌است.

### غارها در صفه
کوه صفه بیش از ۲۸ غارِ کوچک و بزرگ را در خود دارد. از جمله:

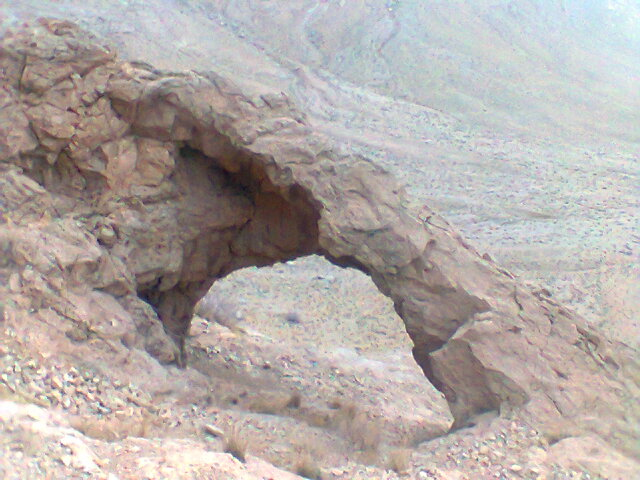
پلِ رنگین کمانی در جبههٔ غربی (دره خان)

- غار الله اکبر: این غار در کنار دستگاهِ توربین بادی در گردنه باد قرار دارد.
- غار انجیر: در جبههٔ غربیِ کوه صفه قرار دارد.
- غار قنبر: در جبههٔ شمالی کوه" قرار دارد. این غار بزرگترین دهانه را در میان غارهای صفه دارد. دسترسی به این غار از راه صخره‌نوردی امکان‌پذیر است.
- غار هفت چشمه: در جبههٔ جنوبیِ کوه و در کنارِ مجموعه‌ای از چند چشمه قرار دارد. برای دسترسی به این مجموعه نیز یک جادهٔ اختصاصی بوسیلهٔ شهرداری اصفهان ایجاد شده‌است.

### پل رنگین کمانی
این پلِ سنگی در پشتِ کوهِ صفه و در جبههٔ غربیِ کوه قرار دارد.

### قله‌ها
این کوه دارای دو قله می‌باشد. قلهٔ جنوبی چند متر بلندتر از قلهٔ شمالی است اما قلهٔ شمالی، منظره‌ای بهتر و گسترده‌تر از شهر را به بیننده می‌دهد. برای صعود به قله در کل، چهار مسیر وجود دارد. بر روی قله‌ها چند دکلِ مخابراتی با کاربریِ نامعلوم نیز قرار داده شده‌است.این دکلها نمای زیبای کوه را از تمام شهر اصفهان تخریب نموده ولی علی رغم اینکه چشم انداز قله مالکیت عمومی دارد در جهت تغییر مکان آنها اقدامی نشده افرادی معتقدند برای تغییر مکان دکل‌ها باید از طریق حقوقی توسط گردشگران اعتراض صورت گیرد

## حفاظتگاه
در پایان خرداد ۱۴۰۰ خورشیدی، تغییر کاربری باغ وحش پارک کوه صفه به حفاظتگاه حیوان کامل شد.

## مقبره شهید گمنام
در اردیبهشت ۱۳۹۳ خورشیدی، مقبره شهید گمنام در پارک کوه صفه ساخته شد.

## نگارخانه

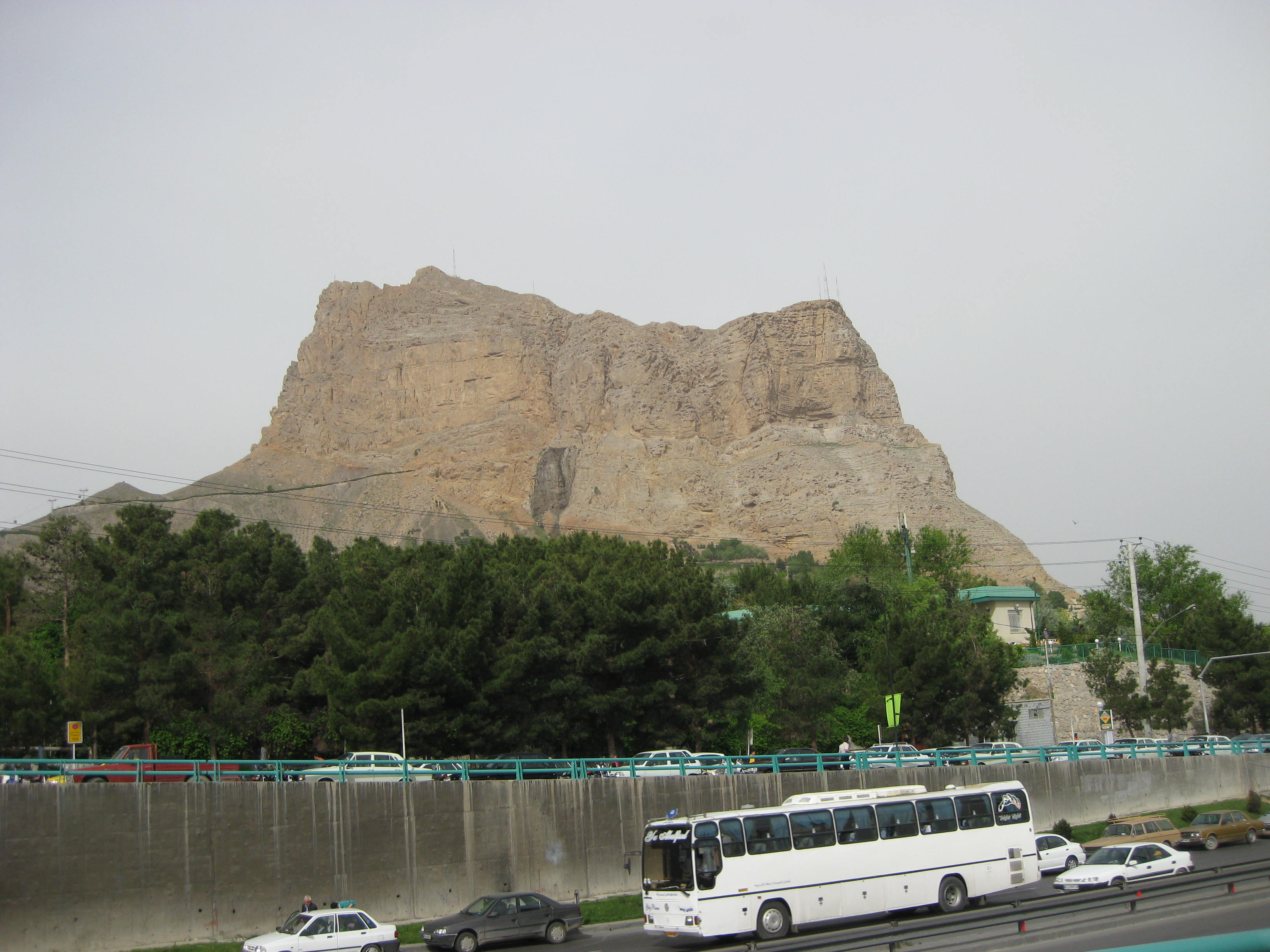
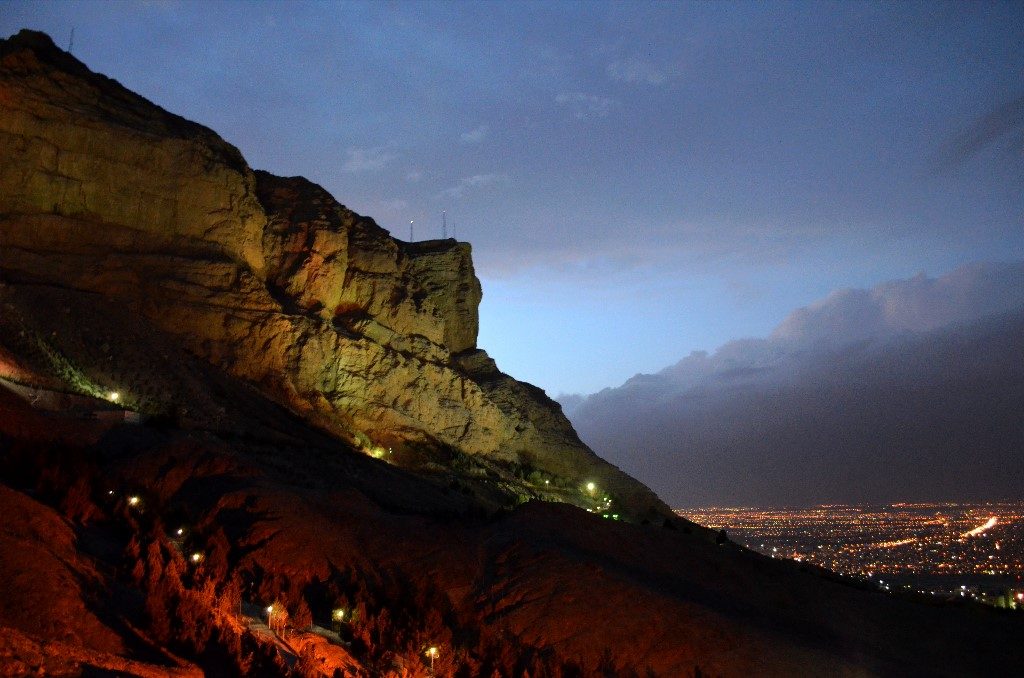
نمای کوه صفه و شهر اصفهان از تله‌کابین کوه صفه - فروردین ۱۳۹۱